# Bauhandwerker-Sicherungshypothek
Die Bauhandwerker-Sicherungshypothek ist eine Sicherungshypothek, bei welcher der vorleistungspflichtige Bauhandwerker oder Bauunternehmer die gesetzliche Möglichkeit hat, das Zahlungsrisiko seiner Vergütung (Werklohnforderung) durch Eintragung einer Sicherungshypothek an einem Grundstück oder grundstücksgleichen Recht des Auftraggebers im Grundbuch zu sichern.
Ein Bauhandwerker ist vorleistungspflichtig. Er erbringt seine Leistung (Baustoffe, Arbeitsleistung bzw. Arbeitsentgelt), bekommt jedoch seine Vergütung erst nach Abschluss seiner Tätigkeit, also bei Abnahme der Bauleistung (§ 641 Abs. 1 BGB). Wird sein Auftraggeber zahlungsunfähig (insbesondere im Fall der Insolvenz), hat der Bauhandwerker seine Vorleistungen erbracht, erhält aber seine Vergütung nicht mehr (Forderungsausfall). Er kann seine Vorleistungen auch nicht mehr „zurückholen“, weil das verbaute Material wesentlicher Bestandteil des Grundstücks geworden ist und damit in das Eigentum des Grundstückseigentümers übergegangen ist. Der Grundstückseigentümer seinerseits (oder der Insolvenzverwalter) kann daher die Leistung des Bauhandwerkers benutzen oder verwerten, ohne dass der Bauhandwerker bezahlt worden ist. Nach einer Umfrage des Zentralverbands des Deutschen Handwerks waren 2001 durch Forderungsausfälle 39,2 Prozent aller Betriebe in Mitleidenschaft gezogen und 8,5 Prozent in ihrer Existenz gefährdet.
Eine mögliche Sicherung des Bauhandwerkers wären angemessene Vorauszahlungen; diese müssen allerdings ausdrücklich vertraglich vereinbart werden. Der Bauhandwerker kann eine solche vertragliche Vereinbarung in der Regel nicht erreichen, weil bereits bei einer Ausschreibung von Bauleistungen die Vertragsbedingungen vom Auftraggeber vorgeschrieben werden. Ist die Vergabe- und Vertragsordnung für Bauleistungen, Teil B (VOB/B) vertraglich vereinbart, kann der Bauhandwerker Abschlagszahlungen in Höhe des Wertes der jeweils nachgewiesenen vertragsgemäßen Leistungen einfordern (§ 16 Abs. 1 VOB/B). Oftmals ist die VOB/B jedoch nicht vereinbart oder die Vereinbarung ist wegen Formmangels unwirksam, so dass auf die allgemeinen Regelungen des BGB zurückgegriffen werden muss.
Nach § 650f BGB kann der Bauhandwerker die Eintragung einer Sicherungshypothek am Grundstück des Bestellers für seine Forderungen aus dem Bauvertrag verlangen, soweit er für seinen Vergütungsanspruch keine anderweitige Sicherheit erhalten hat. Die Verjährungsfrist für diesen Anspruch beginnt erst mit dem Verlangen der Sicherheit zu laufen, nicht schon mit dem Abschluss des Bauvertrags.

## Rechtsfragen
Der Anspruch des Bauhandwerkers auf Einräumung einer Sicherungshypothek richtet sich grundsätzlich gegen den Besteller der Werkleistung und setzt voraus, dass dieser zugleich Eigentümer des Grundstücks ist, auf dem die Werkleistung erbracht werden soll. Der Bundesgerichtshof (BGH) hat eine Durchbrechung dieses Grundsatzes lediglich bei einer Fallgestaltung anerkannt, in welcher der Besteller bei Auftragserteilung nicht zugleich der Eigentümer des von der Werkleistung betroffenen Grundstücks war. Ein solcher Ausnahmefall kann beispielsweise zu bejahen sein, wenn im Verhältnis zum Erwerber die Voraussetzungen des § 826 BGB vorliegen, etwa wenn dieser das Grundstück in dolosem Zusammenwirken mit dem Besteller oder in Kenntnis einer Gläubigerbenachteiligungsabsicht des Bestellers erwirbt. In Betracht kommt möglicherweise auch eine Inanspruchnahme des Geschäftsführers einer GmbH nach § 311 Abs. 3 BGB. Eine Übereinstimmung nach wirtschaftlicher Betrachtungsweise genügt regelmäßig nicht. Auch im Verhältnis zwischen dem Bauunternehmer und dem Grundstückseigentümer, der nicht Auftraggeber ist, gelten die allgemeinen Grundsätze von Treu und Glauben (§ 242 BGB). Die förmliche Verschiedenheit darf nicht dazu führen, dem Bauhandwerker die ihm redlicher Weise zustehende Sicherheit vorzuenthalten. Dann muss sich der Grundstückseigentümer gemäß § 242 BGB zumindest im Bereich der dinglichen Haftung wie ein Besteller behandeln lassen. Die Grundsätze von Treu und Glauben gebieten es, gerade in Fällen, in denen bei bloß formal-juristischer Beurteilung untragbare Ergebnisse erzielt würden, einen billigen Interessenausgleich herbeizuführen.
Das Gesetz spricht davon, dass der Bauhandwerker die Eintragung einer Sicherungshypothek „verlangen“ kann. Er bekommt die Sicherungshypothek also nicht kraft Gesetzes zugesprochen, sondern er muss seinen Rechtsanspruch vertraglich vereinbaren oder notfalls gerichtlich durchsetzen. Dies kann mehrere Monate, vielleicht sogar Jahre dauern. Vor dieser überlangen Verfahrensdauer ist der Bauhandwerker geschützt, indem er seine Ansprüche kurzfristig im Wege der einstweiligen Verfügung im Grundbuch durch eine Vormerkung sichern kann. Die Vormerkung schützt den Bauhandwerker allerdings lediglich gegen weitere spätere Belastungen, nicht jedoch gegen eine Veräußerung des Grundstücks.

## Rechtsrisiken
Das Instrument der Bauhandwerker-Sicherungshypothek beinhaltet Rechtsrisiken. Es erfasst insbesondere nur die Fälle, in denen der Auftraggeber auch gleichzeitig Grundstückseigentümer ist. Die zahlreichen Fälle, in denen der Bauhandwerker als Subunternehmer für einen Generalunternehmer tätig wird, werden nicht erfasst. Dies gilt sogar dann, wenn der Generalunternehmer zwar eine eigenständige juristische Person ist, aber dennoch wirtschaftlicher Grundstückseigentümer ist, aber obige Ausnahmefälle nicht vorliegen.
Allerdings ist, wenn der Bauhandwerker mit seiner Sicherungshypothek zum Zuge kommt, das Grundbuch in der Regel durch im Rang vorgehende Eintragungen (beispielsweise durch die Immobilienfinanzierung des Bauvorhabens) schon so hoch belastet, dass die Bauhandwerker-Sicherungshypothek nicht mehr werthaltig ist.
Die Bundesländer Sachsen und Thüringen haben daher 2002 eine Gesetzesinitiative zur Verbesserung der Sicherheiten für die Bauhandwerker beschlossen.

## Weitere gesetzliche Regelungen
Durch das am 1. Mai 2000 in Kraft getretene Gesetz zur Beschleunigung fälliger Zahlungen wurde in das bürgerliche Gesetzbuch eine Abschlagszahlungsregelung eingeführt (§ 632a BGB).
Zudem kann der Bauhandwerker auf Grund des im Jahr 1993 in Kraft getretenen und zum 1. Mai 2000 nochmals veränderten § 650f BGB anstelle einer Bauhandwerker-Sicherungshypothek eine Sicherheit auch noch in anderer Form verlangen. Die Sicherheit umfasst die Höhe des vollständigen voraussichtlichen Vergütungsanspruches sowie einem Zuschlag für eventuelle Nebenforderungen in Höhe von 10 % des Vergütungsanspruchs. Die Sicherheitsleistung kann in den Formen des § 232 BGB geleistet werden, praktisch kommt hauptsächlich die Sicherheit durch Bankbürgschaft oder eines Kreditversicherers vor, wozu § 650f Abs. 2 BGB weitere Regelungen enthält.
§ 650f Abs. 7 BGB bestimmt, dass von § 650f Abs. 1–5 BGB abweichende Vertragsbestimmungen unwirksam sind. Ausgeschlossen ist die Bauhandwerkersicherung nach § 650f BGB allerdings in den in § 650f Abs. 6 genannten Fällen, und zwar bei juristischen Personen des öffentlichen Rechts als Auftraggebern und bei Verbraucherbauverträgen nach § 650i BGB oder Bauträgerverträgen nach § 650u BGB.